# Синюк Арсен Тигранович
Синюк Арсен Тигранович (нар. 22.10.1939, Ленінград - пом. 12.11.2012, Воронеж) - російський археолог, доктор історичних наук, видатний дослідник археології Середнього Подоння, поет.

## Походження
Народився 22 листопада 1939 (за іншими даними - у 22 жовтня) у Ленінграді. Дід по батькові - вірменин, бабуся - з псковських селян. Предки по матері - пітерці з середини XIX сторіччя. Дід по матері Віри Григорівни Синюк, - Григорій Антонович Маляцинський, польський шляхтич, кавалер ордена Золотого Георгія 4-го ступеня.
У 1941-1945 роках з родиною перебував в евакуації у Пермі. Батьки його розлучилися. Мати одружилася удруге. Через роботу вітчима Арсен провів дитинство у різних частинах СРСР: Мурманську область залишив у 1948 році, у Ленінграді - 1948-1951, в Україні - 1951-1952, у Східному Казахстані - 1952-1957. У 13 років прочитав книгу «На раскопках древнего Хорезма», що визначило його захоплення археологією. Повернувся до Ленінграда де працював токарем, вантажником-такелажником. У 1958-1961 роках служив ЗС СРСР у Карелії, Казахстані на цілині, та у Ленінграді.

## Навчання
Після служби переїхав у Вороніж, де переїхала його родина. У 1961 році поступив на історичний факультет Воронезького державного університету. У студентські роки був старостою археологічного кружка, який вела доцент кафедри історії СРСР ВДУ Ганна Миколаївна Москаленко (1918–1981).
Одружився з Валентиною Степанівною Синюк.

## Робота
Після закінчення навчання у 1966 році працював учителем у школі смт Стрілиця Семилуцьконо району (1966-1967 роки), науковим консультантом Воронезького відділення Всеросійського товариства охорони пам'яток історії та культури, старшим науковим співробітником Воронезького обласного краєзнавчого музею (1968-1971). У Стрілиці створив краєзнавчий музей.
1971 року Арсен Синюк закінчив дисертацію «Памятники неолита и энеолита на Среднем Дону», після чого його запросили на роботу у Воронезький державний педагогічний університет, де він працював до своєї смерті у 2012 році. В університеті він очолював у 1971-1991 роках кафедру Вітчизняної історії.
1985 року написав докторську дисертацію «История населения Донской Лесостепи в V–II тысячелетиях до н.э. (неолит — энеолит — бронза)».
Став професором у 1988 році, заслуженим працівником вищої школи РФ у 2002 році.

## Науковий доробок
У ВДПУ Арсен Синюк організував власну археологічну експедицію, створив археологічний музей університету, що тепер носить його ім'я, під його редакцією видав 14 археологічних збірок ВДПУ, став автором численних статей та книг.
Внесок у науку Арсена Синюка не обмежувався розробкою регіональних проблем археології: виділенням низки культур неоліту, енеоліту, бронзи, своїм підходом до проблем вивчення старожитностей лісостепу. Їм було покладено початок виділення неолітичних культур в лісостепу, енеолітичних культур в умовах відсутності металу, доведено співіснування в певних хронологічних рамках у донському лісостепу культур бронзової доби - катакомбної, абашевської, ранньої зрубної, вперше було обґрунтовано положення про жрецькі приналежності осіб, похованих під курганами.
Арсен Синюк популяризував археологічну спадщину лісостепового Подоння: в результаті роботи студентського гуртка дозрів дитячий археологічний рух, що тепер охоплює всю Воронезьку область. Спільно з А. З. Вінніковим були видані науково-популярні книги, котрі розглядали археологію донський лісостепу в контексті світових старожитностей «Дорогами минулих століч» (1990) та «Дорогами тисячоріч» (2003).

### Наукові праці
1. Любор Нидерле // Вопросы истории славян. – Воронеж, 1966. – Вып. 2. – С. 289‑291
2. Поселение края эпохи неолита у станции Отрожка // Из истории воронежского края. – Воронеж, 1966. – С. 107-114
3. Курган у пос. Хохольский // АО. – 1967. – М., 1968. – С. 38-39 (в соавт. с А.Д. Пряхиным)
4. Древности из зоны Воронежского моря. Воронеж, 1968. – 32 с. (в соавт. с А.Д. Пряхиным)
5. Новые материалы к изучению неолита в Среднем Подонье // Сборник научных студенческих работ. – Воронеж, 1968. – Вып. I (гуманитарные науки). – С. 27-33
6. Памятники неолита – энеолита в нижнем течении р. Воронеж // АО. – 1968. – М., 1969. – С. 45-46
7. Шелаевские стоянки на Среднем Осколе // Из истории Воронежского края. – Воронеж, 1969. – Вып. 3. – С. 147-168 (в соавторстве с А.Д. Пряхиным, Г.Ф. Денисенко)
8. Археологические исследования на Воронежском водохранилище // АО. – 1969. – М., 1970. – С. 50-52(в соавт. с П.Д. Либеровым, А.Д. Пряхиным, Г.Ф. Денисенко)
9. Древнеямный могильник на Среднем Дону// АО. – 1970.- М., 1971. – С. 57-58
10. Памятники неолита и энеолита на Среднем Дону: Автореф. дис. канд. ист. наук. – М., 1971. – 24 с.
11. Исследование памятников на Среднем Дону // АО. – 1972. – М., 1973. – С. 90 – 91
12. Исследования на среднем Дону // АО. – 1974. – М., 1975. – С. 79-80 (в соавт. с В.В. Килейниковым)
13. Некоторые вопросы истории Среднего Дона в IV – II тысячелетиях до н. э. // Из истории Воронежского края. – Воронеж, 1975. – С. 146-158
14. Курган у села Введенки на Дону // СА. -1976. - № 1. – С. 156-169 (в соавт. с В.В. Килейниковым)
15. Коллекция каменных шлифованных орудий воронежского краеведческого музея // Из истории Центрально-Черноземного края. – Воронеж, 1976. – I, 157. – С. 83‑94 (в соавт. с А.Д. Пряхиным)
16. Раскопки на Среднем Дону //АО. – 1975. – М., 1976. – С. 89-90 (в соавт. с В.В. Килейниковым и В. И. Погореловым)
17. Раскопки экспедиции Воронежского педагогического института // АО. – 1976. – М., 1977. – С. 72-73
18. Новые материалы к изучению бронзового века на Среднем Дону // СА. – 1977. № 1 (в соавт. с Ю.П. Матвеевым)
19. Раскопки Воронежской новостроечной экспедиции // АО. – 1977. – М., 1978. – С. 71-72 (в соавт. с П.Д. Либеровым)
20. Предисловие // Археологические памятники на территории СССР и их изучение в высшей педагогической школе. – Воронеж, 1978. – С. 5-9
21. Неолитический материал нижневоронежской многослойной стоянки Университетская 3 // Археологические памятники на территории СССР и их изучение в высшей педагогической школе. – Воронеж,1978. – С. 26-62
22. Неолитические памятники Среднего Дона // Археологические памятники на территории СССР и их изучение в высшей педагогической школе. – Воронеж, 1978. – С. 63-100
23. Раскопки в Воронежской области // АО. – 1978. – С. 90-91(в соавт. с В.В. Килейниковым и В.И. Погореловым)
24. У истоков древнейших скотоводческих культур лесостепного Дона // Археология Восточно-европейской лесостепи. – Воронеж, 1979. – С. 63-72
25. Памятники древнеямного времени на Верхнем и Среднем Дону // Проблемы эпохи бронзы юга Восточной Европы: Тез. докл. научн. конф. – Донецк, 1979. -С. 29‑30
26. Энеолит лесостепного Дона // Проблемы эпохи энеолита степной и лесостепной полосы Восточной Европы: Тез. докл. науч. конф. – Оренбург, 1980. – С. 17-19
27. Энеолит Лесостепного Дона // Энеолит Восточной Европы. Куйбышев, 1980. ‑С. 53-72
28. Новые материалы по неолиту и энеолиту Среднего Дона с Шиловского поселения // Энеолит Восточной Европы. – Куйбышев, 1980. – С. 73 – 92 (в соавторстве с А.Д. Пряхиным)
29. Работы экспедиции Воронежского пединститута // АО. – 1979. – М., 1980. – С. 77
30. Методические рекомендации по охране археологических памятников и их описанию (археологическая практика студентов I курса). – Воронеж, 1981 – 24 с. (в соавт. с А.З. Винниковым)
31. Терешковский клад эпохи поздней бронзы в Среднем Подонье // СА. – 1981. – № 3. – С. 281-285 (в соавт. с А.Д. Пряхиным и Ю.П. Матвеевым)
32. Методологические указания по археологической практике. – Воронеж, 1981. –38 с. (в соавт. с А.З. Винниковым)
33. Стоянка Копанище 2 // Эпоха бронзы Волго-Уральской лесостепи. – Воронеж, 1981. – С. 104-114
34. Репинская культура эпохи энеолита – бронзы в бассейне Дона // СА. – 1981. - №4. – С. 8-19
35. Работа экспедиции воронежского пединститута // АО. – 1988. – М., 1980. – С. 77. 1982
36. Страницы истории Подонья. Рец. на кн.: А.Н. Москаленко «Славяне на Дону (борщевская культура)». – Воронеж, 1981 // Подъем. – 1982. - № 6. – С. 141-142
37. Исследования в Воронежском Подонье // АО. – 1981. – М., 1982. – С. 89-90
38. А. Н. Москаленко и археологическое изучение лесостепного Подонья и Поднепровья I тыс. н.э. // Археологические памятники Лесостепного Подонья и Поднепровья I тыс. н.э. – Воронеж, 1983. – С. 3-8
39. Сасовские курганы на реке Потудани // Древние памятники на территории Восточной Европы. – Воронеж, 1983. – С. 91-111
40. Курган эпохи бронзы у пос. Хохольский // СА. – 1983. - № 3. – С. 197-202 (в соавт. с А.Д. Пряхиным)
41. Курганы эпохи бронзы Среднего Дона. – Воронеж, 1983. – 191 с.
42. Исследования в Воронежском Подонье // АО. – 1981. – М., 1983. – С. 89-90. 1984
43. Черкасская стоянка на Среднем Дону // Эпоха меди юга Восточной Европы. – Куйбышев, 1984. – С. 102-129 (в соавт. с И.Б. Васильевым)
44. Об энеолитических могильниках лесостепи (бассейн Среднего Дона) // СА. – 1984. - №3. – С. 105-121
45. Исследование памятников неолита-энеолита на Среднем Дону // АО. – 1982. – М., 1984. – С. 84-85
46. Энеолит Восточно-европейской лесостепи. – Куйбышев, 1985. – 118 с. (в соавторстве с И.Б. Васильевым)
47. Стоянка Монастырская I как источник для выделения мезолита и периодизации неолита на Среднем Дону // АО. – 1982. – М., 1984. – С. 84-85
48. История населения донской лесостепи в V – II тыс. до н. э. (неолит-энеолит-бронза): Автореф. докт. дисс. – М., 1985. – 50 с.
49. Пасековский курганный могильник эпохи бронзы на Среднем Дону // СА. – 1985. - № 3. – С. 124-135 (в соавт. с В.И. Погореловым)
50. Периодизация срубной культуры Дона (по материалам погребальных памятников // Срубная культурно-историческая общность). – Куйбышев, 1985. – С. 118-145 (в соавт. с В.И. Погореловым)
51. Исследование курганов в левобережье Среднего Дона // СА. – 1986. - № 1. –С. 146‑151 (в соавт. с В.И. Погореловым)
52. Население бассейна Дона в эпоху неолита. – Воронеж, 1986. – 179 с.
53. О раннесрубных погребениях на Среднем Дону // Археологические памятники эпохи бронзы Восточно-европейской лесостепи. – Воронеж, 1986. – С. 78-95 (в соавторстве с В.И. Погореловым)
54. Дронихинский тип материалов пережиточного неолита // Проблемы эпохи энеолита: Тез. докл. науч. конф. – Оренбург, 1986. – С. 34-36
55. Каменный лабиринт в бассейне Дона // Задачи советской археологии в свете решений XXVII съезда КПСС: тез. докл. всесоюз. науч. конф. – Суздаль, 1987. – С. 230-231
56. О понятии «энеолит» для лесостепи Днепро-Доно Волжского междуречья // Исследование памятников археологии Восточной Европы. – Воронеж, 1988. –С. 13-23
57. Методические указания по археологической практике для студентов 1 курса дневного отделения. – Воронеж, 1988. – 22 с. (совм. с А.З. Винниковым)
58. Сокровища Шкурлата. Воронеж, 1988. – 27 с. (в соавт. с Л.Т. Шевыревым и др.)
59. О связях населения лесостепного Дона, Поволжья и Прикаспия в мезолите – бронзовом веке // Археологические культуры северного Прикаспия. – Куйбышев, 1988. – С. 189-204
60. Археологические памятники Южного Придонья. – Воронеж, 1989. – 224 с. (в соавт. с В.И. Погореловым)
61. Археологические раскопки как форма охраны памятников истории и культуры // Археологические памятники: выявление, охранное изучение и музеефикация: Тез докл. науч.-практ. конф. – Воронеж, 1989. – С. 38-41
62. Погребения ямной и катакомбной культур Первого Власовского могильника // Проблемы археологического изучения Доно-Волжской лесостепи. – Воронеж, 1989. С. 27-69
63. О происхождении и хронологии воронежской культуры эпохи бронзы // Проблемы исследования памятников археологии Северского Донца: Тез. докл. обл. науч.-практ. конф. – Луганск, 1990. – С. 108-110
64. По дорогам минувших столетий. – Воронеж, 1990. – 319 с. (в соавт. с А.З. Винниковым)
65. Результаты работ экспедиции Воронежского педагогического института в 1986‑1989 гг. // Археологические исследования в центральном Черноземье в 12 пятилетке: Тез. докл. науч.-практ. конф. – Белгород, 1990. – с. 77-79
66. Археологический микрорайон: концепции и методический аспект // Археологическое изучение микрорайонов: итоги и перспективы: Тез. докл. науч. конф. – Воронеж, 1990. – С. 5-7
67. Археологические источники Воронежской области в школьном курсе истории (методические рекомендации). – Воронеж, 1990. – 35 с. (в соавт. с В.И. Погореловым и В.С. Ситник)
68. О некоторых категориях культовой атрибутики (к социальной оценке погребальных памятников ямной, катакомбной и абашевской культурных общностей) // Проблемы древней истории Северного Причерноморья и Средней Азии: Тез. докл. науч. конф. – М.-Л., 1990. – С. 34-36
69. Использование данных археологии в работе школьного учителя. – Воронеж, 1990. – 158 с. (в соавт. с В.И. Погореловым и В.С. Ситник)
70. К проблеме введения стоимостной оценки памятников археологии // Елец и его окрестности: Тез. докл. науч. конф. – Елец, 1991. – С. 78-81 (в соавт. с Т.С. Старцевой)
71. Об одной из категорий металлических изделий эпохи бронзы // Мосоловское поселение поздней бронзы в системы памятников степи и лесостепи: Тез. докл. и материалы конф. – Воронеж, 1991. – С. 67-73
72. О соотношении памятников покровского типа и доно-волжской абашевской культуры // Проблемы культур начального этапа эпохи поздней бронзы ВолгоУралья: Тез. докл. Вторых Рыковских чтений. – Саратов, 1991. – С. 46-48
73. К проблеме хронологических соотношений абашевской, катакомбной и срубной культур в бассейне Дона // Древние общности земледельцев и скотоводов Северного Причерноморья (V тыс. до н.э. – V в. н.э.): Материалы международной конф. – Киев, 1991. – С. 112-114
74. Раннесредневековое подземное святилище-лабиринт // СА. – 1991. - № 3. –С. 250‑261 (в соавт. с В.Д. Березуцким)
75. Древние погребения мастеров по изготовлению каменных наконечников стрел в степном Придонье // Древняя история населения Волго-Уральских степей. – Оренбург, 1992. – С. 43-63
76. Значение стоимостной оценки памятников археологии в государственной системе охраны и использования памятников истории и культуры // вопросы охраны и использования памятников истории и культуры. – М., 1992. – С. 32-37 (в соавт. с Т.С. Старцевой)
77. О перспективах археологических исследований в окрестностях с. Терешково Богучарского района // Теория и методика исследований археологических памятников лесостепной зоны: Тез. докл. науч. конф. – Липецк, 1992. – С. 27-29
78. Дон – восточная граница древнеевропейского мира (к разработке одного из научных направлений) // Археология Доно-волжского бассейна: Межвуз. сб. науч. трудов. – Воронеж, 1993. – С.103-107
79. Новые материалы к археологической карте лесостепного Приосколья (мезолитбронза). – Волоконовка, 1993. – 20 с. (в соавт. с Н.Г. Николаенко)
80. Стоянка бродника в устье реки Богучарки // Археология и история юго-востока древней Руси. – Воронеж, 1993. – С. 83-86
81. К вопросу о социальном устройстве ямно-катакомбного общества в бассейне Дона // Проблемы взаимодействия населения лесной и лесостепной зон восточноевропейского региона в эпоху бронзы и в раннем железном веке: Тез. докл. науч. конф. – Тула, 1993. – С. 67-69
82. Курган № 16 Власовского могильника // Погребальные памятники эпохи бронзы лесостепной Евразии. – Уфа. 1993. – С. 6-31 (в соавт. с В.И. Погореловым)
83. Нижнесторожевская стоянка и некоторые вопросы изучения воронежской культуры // Археология Доно-Волжского бассейна. – Воронеж, 1993. – С. 29-47
84. По поводу одной из гипотез происхождения срубной культуры в донской лесостепи // Древнейшие общности земледельцев и скотоводов Северного Причерноморья V тыс. до н.э. – V в. н.э.: Тез. докл. науч. конф. – Тирасполь, 1994. – С. 115-117
85. Об исторической роли жречества // Цивилизационный подход к истории. Проблемы и перспективы развития: Тез. межвуз. науч.-практ. конф. – Воронеж, 1994. – С. 53‑57
86. Карта: Археологические памятники // Атлас Воронежской области. – Воронеж
87. Охранные археологические раскопки в Богучарском районе на Среднем Дону // Историко-культурное наследие. Памятники археологии Центральной России: охранное изучение и музеефикация: Материалы научн. конф. – Рязань, 1994. –С. 34-36
88. Археологические памятники // Атлас Липецкой области. – М., 1994. – С. 42
89. Основные направления развития экономики населения лесостепного Дона в энеолите – бронзовом веке // Труды ВОКМ. – Вып. 2. – Воронеж, 1994. – С. 22-35
90. Археологические памятники (карты) // Атлас Воронежской области: Учебн.-спр. пособие. – Воронеж, 1994. – C. 44
91. О новых перспективах археологического изучения лесостепного Придонья // Россия на рубеже XXI века: Материалы конф. – Вып. 3. – Философия, культурология, археология. – Воронеж, 1994. – С. 84-86
92. Средневековые материалы с поселения Дрониха // Средневековые памятники Поволжья. – Самара, 1995. – С. 130-138 (в соавт. с А.З. Винниковым и М.В. Цыбиным)
93. О формировании неолитических культур лесостепного Дона: Тез.науч.-краеведч. конференции, посвященной основателю обл. краеведч. Музея М.П. Трунову. – Липецк, 1995. – С. 27-29
94. Некоторые аспекты изучения абашевской культуры в бассейне Дона // Древние индоиранские культуры волго-Уралья (II тыс.до н.э.). – Самара, 1995. – С. 37-72 (в соавт. с И.А. Козмирчуком)
95. Древнеямная культура лесостепного Дона: Тез. науч.-краевед. конф, посвящ. основателю Липецкого обл. краевед. музея М.П. Трунову. – Липецк, 1995. ‑С. 37‑40
96. Природно-географическая среда, этногенетические процессы и основы экономики в бронзовом веке Донской лесостепи // взаимодействие человека и природы на границе Европы и Азии: Тез. докл. науч. конф. – Самара, 1996. – С. 34-37
97. Погребения эпохи бронзы Второго и Третьего Власовского могильников Археологические исследования высшей педагогической школы (к 25-летию археологической экспедиции Воронежского педуниверситета). – Воронеж, 1996. –С. 89-107 (в соавт. с В.Д. Березуцким)
98. Бронзовый век бассейна Дона. – Воронеж, 1996. – 350 с.
99. К оценке результатов использования погребений эпохи бронзы в палеодемографии // Археологические исследования высшей педагогической школы (к 25-летию археологической экспедиции Воронежского педуниверситета). – Воронеж, 1996. – С. 9-21
100. К социальной интерпретации некоторых погребений эпохи бронзы // ДоноДонецкий регион в системе древностей эпохи бронзы Восточно-европейской степи и лесостепи: Тез. докл. и материалы конф. – Воронеж, 1996. С. 9-11
101. Новые материалы к характеристике культур энеолита – бронзового века Верхнего Подонья // Археологические памятники лесостепного Подонья. – Вып. 1. – Липецк. 1996. – С. 30-59 (в соавт. с А.Н. Бессудновым)
102. О хронологическом соотношении культур эпохи бронзы лесостепного Дона // Археологические памятники лесостепного Подонья. – Вып. 1. – Липецк, 1996. –С. 87-94
103. Охранные раскопки курганов в Воронежской области // АО. – 1996. – М., 1997. –С. 168-169 (в соавт. с В.Д. Березуцким)
104. Острогожский район и археология края // Острогожский край: прошлое и настоящее. 350-летие заселения и его хозяйственного освоения: Тез. докл. науч. конф. – Воронеж, 1997. – С. 3-5
105. Древнее укрепленное поселение у села Верхнее Турово (предварительная информация) // Проблемы археологии бассейна Дона. – Воронеж, 1999. ‑ С. 147‑158 (в соавт. с Ю.А. Чекменевым)
106. О грунтовых могильниках эпохи бронзы на Дону // Проблемы археологии бассейна Дона. – Воронеж, 1999. – С. 47-57
107. К методике оценки земель историко-культурного направления // Проблемы археологии бассейна Дона. Воронеж, 1999. – С. 187-190 (в соавт. с Ю.А. Чекменевым)
108. Курган у села Новохарьковка // Археология Центрального Черноземья и сопредельных территорий: Тез. докл. науч. конф. – Липецк, 1999. – С. 58-61
109. Гуннское поселение на юге Воронежской области // Археология Центрального Черноземья и сопредельных территорий: Тез. докл. науч. конф. – Липецк. 1999. –С. 141-144 (в соавт. с В.В. Кравцом)
110. Валерий Иванович Гуляев. Слово об ученом. Библиография трудов. – Воронеж, 1999. – 15 с. (в соавт. с В.Д. Березуцким)
111. Мезолит. Неолит. Энеолит // Край Черноземный. – Воронеж. 1999
112. Бассейн Верхнего и Среднего дона в эпоху энеолита // Евразийская лесостепь в эпоху металла. – Воронеж, 1999. – С. 23-44
113. Древнее поселение Липецкое озеро. – Липецк: Липецкое изд-во, 200. – 160 с.
114. Некоторые аспекты изучения донской срубной культуры // Срубная культурноисторическая общность в системе древностей эпохи бронзы Евразийской степи и лесостепи: материалы междунар. науч. конф. – Воронеж, 2000. – С. 71-73
115. Проблемы хронологии неолита Среднего Дона // Хронология неолита Восточной Европы: Тез. докл. междунар. конф. – СПб., 2000. – С. 71-72
116. Эпоха мезолита, неолита, энеолита России // Черноземный край. – Воронеж, 2000. – С. 125-142
117. Мостищенский комплекс древних памятников (эпоха бронзы – ранний железный век). – Воронеж, 2001. – 192 с. (в соавт. с В.Д. Березуцким)
118. Археологические находки и их стоимостная оценка: каталог / авт.-сост. А.Т. Синюк. – Воронеж. гос. пед. ун-т. Воронеж, 2002. – 104 с.
119. Курган № 57 Павловского могильника // Археологическе памятники Восточной Европы: межвуз. сб. науч. тр. / Воронеж, гос. пед. ун-т. – Воронеж, 2002. – С. 41‑50
120. Лабораторно-практические занятия по археологии: метод. пособие / сост.: С.Н. Гапочка, Ю.А. Чекменев; под ред. А.Т. Синюка. − Воронеж, 2002. – 25 с.
121. Программа по дисциплине «Археология» для подготовки по специальности 032600 «История» // Программы цикла дисциплин предметной подготовки по специальности «История». – Воронеж, 2002. – Кн 3. – С. 3-13
122. Самотоевский грунтовой могильник эпохи поздней бронзы // Археологические памятники Восточной Европы: межвуз. сб. науч. тр. Воронеж, 2002. – С. 96-102
123. Дорогами тысячелетий: археологи о древней истории Воронежского края. Воронеж, 2003. – 280 с. (в соавт. с А.З. Винниковым)
124. Плясоватские курганы // Археологические памятники бассейна Дона: межвуз. сб. науч. тр. Воронеж, 2004. – С. 162-176. (в соавт. с А.З. Винниковым)
125. Проблемы хронологии неолита лесостепного Подонья // Проблемы хронологии и этнокультурных взаимодействий в неолите Евразии (хронология неолита, особенности культур и неолитизация регионов, взаимодействия неолитических культур в Восточной и Средней Европе). - СПб., 2004. - С. 196-205
126. Воронеж: история города в истории Отечества. – Воронеж, 2005. – 123 с. (в соавторстве с В.В. Донкаревым, А.В. Донкаревым)
127. Исследование кургана № 19 Первого Власовского могильника // Проблемы археологии Восточной Европы: материалы междунар. науч.-практ. конф. – Воронеж, 2005. – Т. 1. С. 103-107
128. К истории изучения культурной принадлежности, периодизации и хронологии неолитических памятников лесостепного Подонья // Археологические памятники Восточной Европы: межвуз. сб. науч. тр. / Воронеж, гос. пед. ун-т. – Воронеж, 2005. – С. 40-52. ( в соавт. с С.Н. Гапочкой)
129. Новые данные к изучению Первого Власовского могильника // Археологические памятники Восточной Европы: межвуз. сб. науч. тр. / Воронеж, гос. пед. ун-т. – Воронеж, 2005. – С. 103-107. (в соавт. с В.Д. Березуцким)
130. Туровский культовый комплекс эпохи бронзы // Археологические памятники Восточной Европы: межвуз. сб. науч. тр. – Воронеж, 2006. – С. 104-111 (в соавт. с А.Д. Пряхиным)
131. Памятники ямной культуры Донской лесостепи // Проблемы изучения ямной культурно-исторической области. – Оренбург, 2006. – С. 81-83
132. Среднедонская катакомбная культура эпохи бронзы (по данным курганных комплексов). – Воронеж, 2007. – 156 с. (в соавт. с Ю.П. Матвеевым)
133. Материалы дронихинского типа и их место в генезисе культур волосовской общности // Верхнедонской археологический сборник. – Выпуск 3. – Липецк, СПб, 2007. − С. 55-76[1]

### Письменницька й поетична творчість
1. Перекрестки времен (зарисовки археолога): [оформления и рисунка автора]: сб. стихов. – Воронеж, 2005. – 227 с.
2. Стихи // Учительская муза: сб. стихов студентов, выпускников, преподавателей и сотрудников гос. пед. ун-та. Воронеж, гос. пед. ун-т. – Воронеж, 2006. – С. 126‑131
3. Стихи // Учительская муза: сб. стихов студентов, выпускников, преподавателей и сотрудников гос. пед. ун-та. Воронеж, гос. пед. ун-т. – Воронеж, 2006. – С. 81-87
4. Стихи о родном городе // Воронеж: история города в истории Отечества. – Воронеж, 2005. – С. 83, 99-100, 111, 114, 116. 118
5. Фрагменты ускользающих мелодий: сб. стихов / Воронеж, гос. пед. ун-т. – Воронеж, 1997. – 99 с.
6. Земное притяжение / Воронеж: Воронежский госпедуниверситет, 2012. – 348 с.[1]